# Propuestas de secesión de la República Srpska

Ubicación de la Republika Serbia (naranja) y del Distrito de Brčko (verde) dentro de Bosnia y Herzegovina

La búsqueda de la Secesión de la Republika Srska es la voluntad de ésta entidad de independizarse del resto de Bosnia y Herzogovina para luego poder unirse a la República Serbia.  
Los Acuerdos de Dayton de 1995 pusieron fin a la guerra de Bosnia y crearon la República Federal de Bosnia y Herzegovina, compuesta por dos entidades, la habitada mayormente por los bosniomusulmanes (o simplemente bosníacos) y croatas bosnios (denominada  Federación de Bosnia y Herzegovina - FByH) (o Federacija Bosne i Hercegovine) y la República Srpska (o Republika Srpska - RS), habitada mayormente por los serbobosnios. Los espacios abarcados, en general, son la consolidación de los resultados de la contienda.
Los serbobosnios, en los primeros años después de la guerra, se oponían a los Acuerdos de Dayton. Sin embargo, desde el 2000 pasaron a ser firmes partidarios del mismo para la preservación de su entidad. Los bosniacos, en general, ven a la Republika Srpska como ilegítima y a la abolición de las entidades como necesaria. La postura serbobosnia de preservación de la entidad no abolía la intención separatista que primó desde la guerra de Bosnia (1992/95) cuando la comunidad no pudo detener la independencia bosnia y optó por buscar la unión con Serbia (entonces parte de la República Federal Yugoslava).

## Antecedentes

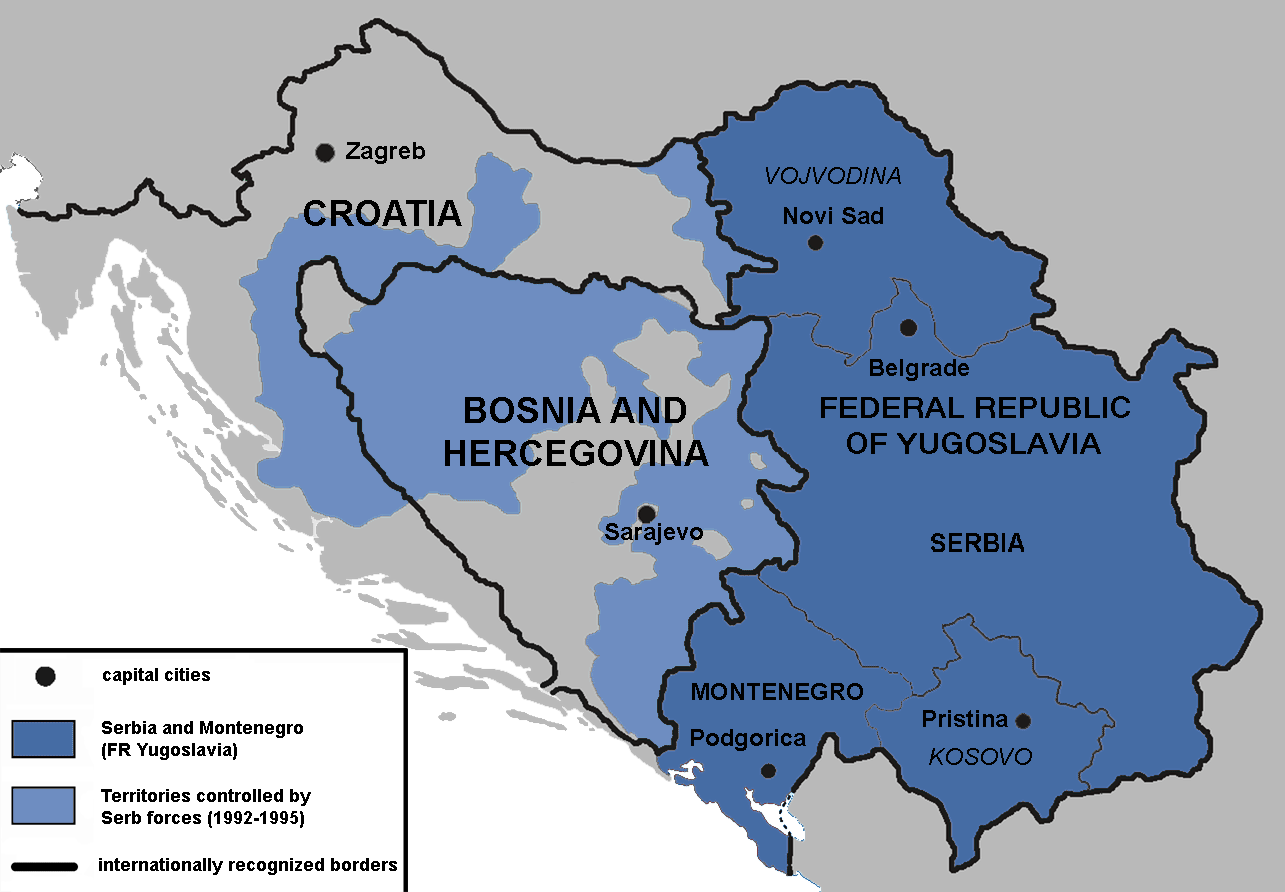
Zonas bajo control serbio durante la guerra, en mayo de 1992

Durante las guerras yugoslavas, el objetivo de la Republika Srpska fue formar un territorio controlado por los serbios de Bosnia y Herzegovina (la que surgía de la entonces República Socialista de Bosnia-Herzegovina) y la unificación con el resto de las "tierras serbias": la República de Serbia, la República de la Krajina Serbia(RSK) en Croacia y República de Montenegro. La "República Serbia Unida" o Gran Serbia fue un proyecto de la unificación de los dos estados autoproclamados serbios, RS y RSK, con la intención de ser después anexados por el "estado madre de Serbia". El derrotero de la confrontación que terminó en 1995 impidió esa aspiración.
La diligencia política serbia y croata acordó la partición de Bosnia y Herzegovina en 1991 con el acuerdo de Karađorđevo y en 1992 con el Acuerdo de Graz, conduciendo a una conformación tripartita del país. Las negociaciones serbocroatas ocasionaron que las fuerzas croatas enfrentaran al Ejército de la República de Bosnia y Herzegovina, o Armija, en la Guerra Croata-Bosnia. El fracasado Acuerdo de Graz crearía el establecimiento de una república musulmana en Bosnia como un estado tapón.
Los Acuerdos de Dayton (noviembre – diciembre de 1995) terminaron la guerra y crearon la República Federal de Bosnia y Herzegovina (BiH), constituida por dos entidades: la mayormente habitada por los bosniacos y los bosniocroatas denominada Federación de Bosnia y Herzegovina (FBiH) y la mayormente serbia, Republika Srpska (RS). Como señalara Niels van Willigen: «Mientras los bosniocroatas y los serbobosnios se podían identificar ellos mismos con Croacia y Serbia respectivamente, la ausencia de un estado bosnio convirtió a los bosniacos en férreos defensores del país como una entidad unificada.»

## Evolución de la situación del país posterior a la guerra de Bosnia
El tiempo que se inicia cuando entraron en vigencia de los Acuerdos Dayton puede ser divididos en tres períodos que van en paralelo con la actitud serbobosnia:
- Desde Dayton hasta el año 1998, período llamado de consolidación del acuerdo de paz.
- Desde el año 1999 a 2005, período de desarrollo de las instituciones locales, acercamiento de los contendientes y cambio de postura de los países limítrofes.
- A partir de 2006 de búsqueda de autonomía serbia.

### Deseos de los bandos
En los primeros años luego de la guerra, los serbobosnios eran vistos como "anti-Dayton". Sin embargo, a partir del 2000, pasaron a ser firmes partidarios de los acuerdos de paz para la preservación de la Republika Srpska. Mientras tanto, el partido nacionalista bosniaco, Stranka za Bosnu i Hercegovinu, propugnaba por la abolición de la Republika Srpska.
Para los serbobosnios, la Republika Srpska es el foco de su lealtad primaria viendo a Bosnia y Herzegovina con una mezcla de resignación y sospecha. A la pregunta qué encuentra más importante para su personalidad, en 2015 sólo un 12,2% respondió que ser ciudadano de Bosnia mientras que el 64,9% ser de la nación serbia.

## Período de consolidación de los acuerdos de paz (1996/98)
En 1996 se celebraron las elecciones de todos los niveles excepto municipales que fueron realizadas el año siguiente ante la imposibilidad de realizarlas por la gran cantidad de refugiados existentes. En ambas triunfaron los partidos nacionalistas.
Un esfuerzo mayor se dio en el restablecimiento de la libertad de movimiento a través del levantamiento de puntos de control, establecimiento de identificaciones de automóviles y licencias de conducir comunes, establecimiento de líneas telefónicas y amnistía general. Se suprimieron estructuras paralelas no contempladas en los acuerdos de paz. Se instituyeron símbolos patrios comunes de nivel nacional (bandera, Himno y escudo) y una moneda única. Se dictó una ley de ciudadanía común.

### Hechos relacionados con la secesión de la RS
El 12 de septiembre de 1996, la entonces presidenta de la Republika Srpska, Biljana Plavšić llamó por la secesión de su entidad y la unificación con la República Federal de Yugoslavia. Como ello estaba en contra de los Acuerdos de Dayton, la OSCE la forzó a retractarse públicamente.

## Período de desarrollo de las instituciones locales (1999/2005)
El período comenzó con las repercusiones del bombardeo de la NATO sobre Yugoslavia consistentes en incidentes contra organizaciones internacionales en el país y con el inicio de la campaña de los croatas de lograr una tercera entidad.
En el año 2000 se estableció que Brčko, localidad de importancia geopolítica para la Republika Srpska ya que une los dos segmentos de su superficie, no integrará esa entidad y que dependerá directamente del gobierno central de Bosnia.
Una apertura se da en Serbia por la caída del gobierno de Slobodan Milošević. “BiH se esfuerza por encontrar un lugar en la región y en las estructuras europeas. Los cambios en la República Federal Yugoslava representan una perspectiva de paz y estabilidad … una relación más estrecha con la Unión Europea es vital para la paz y la prosperidad a largo plazo”
Los partidos nacionalistas siguieron en el poder pero con menor caudal electoral. En las elecciones del 2001 ganaron los moderados por primera vez en la Federación.
En 2002, Bosnia y la República Federal de Yugoslavia intercambian embajadores por primera vez. Se realizó la primera cumbre de los presidentes croata, yugoslavo y bosnio en Sarajevo donde se firmó una declaración de inalteración de los límites e integridad territorial de Bosnia. Ante tal situación, el Alto Representante informó que “desde el establecimiento de regímenes democráticos en Croacia y Yugoslavia, el país no se encuentra bajo ninguna amenaza política o militar externa seria”.
La pacificación comenzó a tener sus frutos con el sensible aumento del retorno de desplazados y refugiados a lugares que son minoría. Sin embargo, se produjeron varias agresiones contra los retornados, llegando a asesinatos.

### Hechos relacionados con la secesión de la RS
No se produjeron hechos destacados referidos a la secesión.

## Período de búsqueda de autonomía serbobosnia

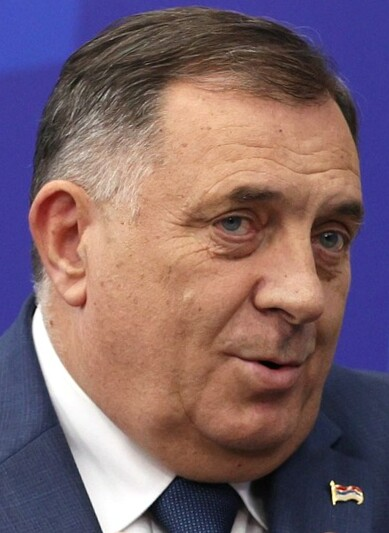
Milorad Dodik

Se inició con el fracaso de intento de modificar la constitución (siendo determinante la postura croata de no mejorarse su situación política); el referéndum separatista de Montenegro y la declaración unilateral de independencia de Kosovo que dieron argumento a la Republika Srpska de tener derecho a su propio referéndum. El arribo de nuevas autoridades (Milorad Dodik) trajo otras ideas con respecto a la autonomía de su entidad.
Las elecciones generales del 1 de octubre de 2006 abrieron el camino a dos líderes con puntos de vista diametralmente opuestos sobre el futuro del país. Haris Silajdžić, elegido como miembro bosnio de la presidencia tri-personal del país que públicamente llama a la eliminación de las dos entidades y la creación de un estado unificado con un fuerte gobierno central en el cual las etnias sean dejadas de lado. En el otro lado, Milorad Dodik emergió como primer ministro de la Republika Srpska… quién públicamente dijo que llamaría a un referéndum para la secesión si había intentos de abolir el statu quo de las dos entidades
En noviembre de 2010, se publicó una encuesta de Gallup Balkan Monitor de Bruselas: un 88% de los encuestados apoyarían en un referéndum la independencia de la República Serbia de Bosnia y Herzegovina.
Una encuesta de las Naciones Unidas de 2013 demostró que la identificación étnica domina todas las esferas de la vida. Más del 90% de los encuestados bosnios, croatas y serbios expresaron orgullo por su identidad étnica (94%, 91% y 92%, respectivamente). El orgullo por la ciudadanía de Bosnia y Herzegovina y el apego al estado varían significativamente: el 91% de los bosniacos estaban orgullosos de su ciudadanía de Bosnia y Herzegovina, el 60% de los bosniocroatas y el 46% de los serbiobosnios. Una abrumadora mayoría de todos los grupos étnicos expresó orgullo por su identidad regional/nación (casi el 90%) y su identidad religiosa (más del 90%).
Durante el período se hizo patente a Bosnia, según palabras del Alto Representante, “como estado que aún carece de un consenso político pleno sobre la forma en que conviene que viva su ciudadanía multinacional, no puede dejar de verse afectada por los acontecimientos en la región. No sólo la política interna de Croacia, Montenegro y Serbia influyen en ella en diversos grados, sino que los serbios, croatas y bosnios se identifican con sus connacionales a través de las fronteras de Bosnia”.
A partir de entonces, cada grupo hace más fuerte sus posiciones:
- Los serbobosnios incrementaron su retórica diciendo que la autodeterminación es un derecho amparado por la Corte de Naciones Unidas; que tienen el derecho de hacer un referéndum independentista; que muchos de los poderes que tiene el nivel estado fueron robados y deben volver a las entidades y que BiH es un estado virtual e imposible. El discurso se concreta en medidas obstruccionistas concretas.
- Los bosniocroatas mantuvieron una estructura paralela que es la Asamblea Nacional Croata, la que repetidas veces abogó por la creación de una tercera entidad.
- Los bosniomusulmanes reaccionaron ante la postura serbia diciendo que la RS debía dejar de existir proponiendo un país de cinco regiones multiétnicas basadas en la funcionalidad, economía, transporte, historia, geografía y criterio nacional.

### Hechos relacionados con la secesión de la Republika Srpska
El 15 de junio de 2006, se celebró una manifestación en Bania Luka en la que se exigió que, en el caso de que Kosovo se independizara, la RS debería disponer de un referéndum de independencia. En 2007, un petitorio es entregado a la Asamblea Nacional de la Republika Srpska.
En junio de 2007, los miembros bosniacos y bosniocroatas de la Presidencia llamaron a la abolición de las entidades. Eso llevó a declaraciones totalmente contrarias de Dodik.
La declaración de independencia de Kosovo del 17 de febrero de 2008, motivó a nacionalistas serbobosnios a pedir a Milorad Dodik que cumpla sus promesas y llame a un referéndum. El 18 de febrero de 2008, el líder serbobosnio manifestó que solo se lo hará si la autonomía de la Republika Srpska estuviera amenazada. A pesar de ello, los legisladores serbobosnios aprobaron una resolución el día 21 pidiendo un referéndum sobre la independencia si una mayoría de los miembros de la ONU, especialmente los miembros de la Unión Europea (UE), reconocían la declaración de independencia de Kosovo. Tras la aprobación de la resolución, los Estados Unidos redujeron la ayuda a la Alianza de Social Demócratas Independientes (SNSD).
En diciembre de 2007, el presidente Serbio Boris Tadić indicó que Serbia no apoyaba una ruptura de Bosnia y que, como garante de los Acuerdos de Dayton que llevaron la paz a Bosnia, apoya la integridad territorial del país.
El 30 de enero del 2008, en una rueda de prensa, el primer ministro Milorad Dodik dijo que buscará el derecho a la autodeterminación, incluida la opción de secesión, para la Republika Srpska durante las próximas conversaciones sobre el orden constitucional de Bosnia y Herzegovina. Ante estas declaraciones, al día siguiente, el Alto Representante para Bosnia y Herzegovina, Miroslav Lajčák, indicó que la RS no tiene ningún derecho de secesión y que, de ser necesario, emplearía los Poderes de Bonn "si hay amenazas a la paz y la estabilidad " o al acuerdo de paz de Dayton. Sus palabras fueron reforzadas en marzo de 2008, cuando el Consejo de Implementación de la Paz (Peace Implementation Council (PIC)), creado en el marco de los Acuerdos de Dayton, señaló que las entidades no tienen el derecho a la secesión.
El 15 de noviembre de 2010, Dodik asumió la presidencia de la Republika Srpska. En una entrevista para un diario de Novi Sad, Dodik dijo que si la mayoría de los países reconocen la autoproclamada independencia de Kosovo, esto legitimaría el derecho a la secesión y agregó "no vemos una sola razón por la que no se nos conceda el derecho a la autodeterminación, derecho previsto en las convenciones internacionales".
A inicios de 2011, la RS amenazó con un referéndum, que podría haberle sido favorable, para una salida serbia de las instituciones bosnias y llevar a Bosnia y Herzegovina al borde de la guerra. La situación se disipó en junio, cuando la Unión Europea (UE) ofreció un proceso de diálogo sobre el poder judicial, cuya reforma reclamaba la RS. "Dada la libertad de elección, muchos en la entidad preferirían la independencia, pero esto es inaceptable para el resto de Bosnia y la comunidad internacional. La RS es demasiado débil para luchar por su independencia y no lograría el reconocimiento internacional como estado."
La retórica fue en aumento. En octubre de 2012, Dodik dijo que la Republika Srpka, un día, sería independiente. En 2013, los líderes serbobosnios siguieron hablando de secesión. La idea de separarse del resto de Bosnia cae bien en la entidad serbia pero no era vista como inmediatamente posible.
Milorad Dodik advirtió en febrero de 2015 que si el Tribunal Constitucional no fuese reformado, rompería con el país. El mayor partido serbobosnio, SNSD, aprobó una resolución en la que se afirma que a menos que la Republika Srpska pueda fortalecer su autonomía, su asamblea convocaría un referéndum para romper con la Federación BiH en 2018. El SDA, el mayor partido bosniaco, adoptó una resolución en mayo de 2015 en la que el país se reorganizaría en cinco regiones multiétnicas dando por sentado la eliminación de RS.
En febrero de 2016, Dodik anunció que posponía un referéndum que había amenazado con aumentar las tensiones étnicas en el país. El mismo tenía la intención de desafiar la autoridad del tribunal estatal de Bosnia y Herzegovina y a la Oficina del Alto Representante. Fue determinante la oposición del liderazgo político de Serbia.
El 31 de mayo, Dodik declaró que nunca antes la RS había tenido el peligro de desaparecer como entonces.

#### Referéndum por el Día Nacional
Después de una década de amenazar con celebrar un referéndum sobre la secesión o desafiar las instituciones estatales, la Republika Srpska emprendió en septiembre de 2016, el desafío más serio a la autoridad del estado desde la guerra: un referéndum por el 9 de enero, su día nacional. La convocatoria se hizo el 15 de julio de 2016 desarrollarse el 25 de septiembre. En el mismo se decidiría la elección del día nacional en evocación del 9 de enero de 1992, cuando se creó la república. Esta fecha tenía la oposición de la otra entidad (Federacija BiH) y de instituciones internacionales (fundamentalmente la Unión Europea) por ser contrarias al espíritu de los Acuerdos de Dayton.
El primer ministro serbio, Aleksandar Vučić, durante la semana previa al referéndum, se opuso al mismo. Vučić, antiguo ultra nacionalista que sirvió como jefe de propaganda de Slobodan Milošević, mantenía una postura centrista, proeuropea. Vladímir Putin, líder de Rusia, se inclinó por Dodik, recibiéndolo en Moscú el 22 de septiembre.
En el referéndum, la población serbobosnia respondió a la pregunta: "¿Apoya la celebración del 9 de enero como el Día de la Republika Srpska?". Al día siguiente, el presidente de la Comisión para la Implementación del Referéndum del 9 de enero, Sinisa Karan, manifestó que 680.116 de un total de 1.219.399 votantes votaron en el referéndum (55,67% de los votantes posibles). De ellos, 677.721 ciudadanos votaron afirmativamente (99,81%) de los votantes que participaron. Un total de 1.291 (0,19%) votantes estaban en contra. Hubo 2.264 votos nulos.
El 2 de diciembre de 2016, el Tribunal Constitucional de Bosnia y Herzegovina anuló los resultados. Lo fundamentó en que se había llevado a cabo sobre la base de la convocatoria del 15 de julio de 2016 que no estaba en conformidad con la Constitución de Bosnia y Herzegovina. Esta decisión contrariaba el artículo I / 2 y el artículo VI / 5 de la Constitución de Bosnia y Herzegovina.
En diciembre de 2016, el Alto Representante Valentin Inzko dijo que el separatismo del referéndum de la RS forzaría a la intervención internacional. Según Inzko, la comunidad internacional nunca reconocería una RS independiente. Argumentó que tenía el poder de reemplazar a Dodik pero esos "tiempos han pasado. Hoy necesitamos soluciones domésticas y responsabilidad".
En junio y septiembre de 2017, Dodik dijo que los planes para un referéndum independentista en el 2018 fueron dejados de lado. En noviembre de se mismo año, el miembro de la presidencia, Bakir Izetbegović, amenazó con la guerra si la Republika Srpska optaba por la independencia, diciendo que Bosnia y Herzegovina debería reconocer la independencia de Kosovo.
Ese año el gobierno de Estados Unidos estableció un bloqueo contra cualquier propiedad o interés que pertenezca a Dodik en ese país.
A lo largo de 2019 y 2020, el liderazgo de la Republika Srpska continuó expresando su apoyo a la secesión etiquetando al estado bosnio como una entidad antinatural e inviable. En particular el presidente Milorad Dodik, empleó una retórica para cuestionar la legitimidad del estado y la posibilidad de un futuro común armonioso entre ambas las entidades bosnias y los grupos étnicos. Ante las denuncias de corrupción e ineficiencia, Dodik se presentó como el protector de los intereses serbios frente a un Estado supuestamente centralizador y una comunidad internacional prejuiciosa.

#### Crisis de 2021
En julio de 2021, el entonces Alto Representante (HR), Valentin Inzko, invocó sus poderes ejecutivos para aprobar unilateralmente una ley nacional que prohíbe la negación del genocidio. El Tribunal Penal Internacional para la ex Yugoslavia (ICTY) había considerado los sucesos en Srebrenica (1995) como un genocidio siendo el bando serbobosnio el culpable. Ese tribunal había dictado gran cantidad de condenas en ese sentido contra el liderazgo político y militar de la RS. Los crímenes de guerra y limpieza étnica, dirigida principalmente contra los bosniomusulmanes, tuvo su mayor representatividad en el ataque al mencionado enclave que culminó con las ejecuciones sumarias de más de 8.000 personas, en su mayoría hombres y niños en julio de 1995.
Tal ley fue repudiada por Dodik que se negó rotundamente a reconocer el genocidio en Srebrenica y apoya abiertamente a figuras que lo niegan y fomentan el revisionismo. Consecuentemente, poco después de la medida de Inzko, impulsó una ley a través de la Asamblea de la Republika Srpska que anulaba la ley. Si bien esa institución no podía anular una ley estatal, fue una forma en que pretendió visualizar apoyo público para su iniciativa.
El 10 de diciembre, la Asamblea de la entidad votó a favor de un conjunto de disposiciones que harían que el gobierno regional se excluyera de varias  de instituciones nacionales. Las medidas adoptadas incluyen un período de seis meses necesario para redactar las nuevas leyes, incluidos los cambios a la constitución de la entidad. La nueva norma tiene como objetivo debilitar al gobierno central del país e incluyen amenazas de crear un ejército serbobosnio monoétnico separado. La medida provocó una de las peores crisis políticas de Bosnia desde el final de la guerra.
Como consecuencia, el 5 de enero de 2022, el Departamento del Tesoro de EE. UU. hizo pública nuevas sanciones contra el líder serbobosnio alegando que usó su posición como líder político para acumular riqueza a través de corrupción y sobornos. La declaración lo acusó de “actividades corruptas” que amenazan con desestabilizar la región y socavar el acuerdo de Dayton de 1995.
Se suponía que el plan se implementaría antes de una fecha límite que expiró en junio de 2022. El mismo no fue implementado. Dodik se excusó diciendo que las condiciones políticas vinculadas a la guerra en Ucrania provocaron un retraso y que por ello se retrasaba. "Es por eso que detuvimos la realización de nuestras conclusiones relacionadas con la retirada (de los serbobosnios de)... las autoridades estatales", dijo Dodik.

## Lectura complementaria
- Sumantra Bose (2002). Bosnia After Dayton: Nationalist Partition and International Intervention. Oxford University Press. pp. 26-. ISBN 978-0-19-515848-9.
- Rajko Kuzmanović; Dragoljub Mirjanić (2005). The Republic of Srpska - Tenth Years of the Dayton Peace Agreement. Academy of Sciences and Arts of the Republika Srpska. ISBN 978-99938-631-9-9.
- Ana S. Trbovich (2008). A Legal Geography of Yugoslavia's Disintegration. Oxford University Press, USA. pp. 381-. ISBN 978-0-19-533343-5.